# Oudenburg
Cet article possède un paronyme, voir Oldenbourg (homonymie).
Oudenburg (ou Audembourg en français), est une ville néerlandophone de Belgique située en Région flamande dans la province de Flandre-Occidentale.

## Histoire
Tout comme Tongres, la ville est issue d'une colonie romaine. Entre 180 et 250 après JC., le castellum a été construit et la colonie civile transformée en fortification militaire. Cela s’est produit sur une langue de terre qui s’avançait dans la zone côtière marécageuse. Le castellum faisait partie d'une série de forts le long de la mer du Nord et des côtes de l'Angleterre, à savoir le Litus Saxonicum. Cette défense côtière était principalement érigée pour se protéger contre la piraterie des Chauques et des Frisons. Le castellum perdit son importance militaire au début du Ve siècle, lorsque la garnison fut retirée pour l'Italie afin d'y arrêter les raids germaniques. La forteresse tomba en ruine au cours des siècles suivants. On ne sait pas si le fort aurait pu jouer un rôle contre les déprédations des Vikings. Ce qui est sûr, c'est que le castellum romain servait de carrière de pierre pour la région. Par exemple, le comte Baudouin V de Flandre fit transférer les pierres à Bruges. Là, elles furent utilisées à la construction du Burg. L'église Saint-Pierre (1056-1070) a également été construite avec les pierres récupérées du castellum.
En 1201, Audembourg est le siège d'une châtellenie : G et Voregina, châtelains d'Audembourg ,ou d'Aldenbourg, donnent à l'abbaye de Watten, une terre d'environ 20 mesures, soit un peu moins de 10 hectares, située à Saint-Pierre-Brouck, qui était tenue d'eux en fief.
En 1330, Louis de Nevers, comte de Flandre, acheta la ville d'Audembourg, en même temps que la chambellanie de Flandre.

## Géographie
En 1977, les communes de Roksem, Ettelgem et Westkerke ont fusionné avec Oudenburg pour former l'actuelle commune fusionnée d'Oudenburg. La moitié de la population réside à Oudenburg  même, l'autre moitié étant répartie entre les communes fusionnées.
Ettelgem se trouve au sud-est du centre-ville ; le village est actuellement relié au centre d'Oudenburg, en étant séparé par l'autoroute A18/E40. Les villages de Westkerke et Roksem se trouvent quelques kilomètres au sud, le long de la route reliant Bruges à Gistel. On y trouve aussi le hameau de Plasschendaele (en néerlandais : Plassendale)

### Carte

Audembourg, communes fusionnées et voisines. Les zones en jaune représentent les agglomérations.

### Sections de la commune
| # | Section        | Superf. (km²) | Habitants (2020) | Habitants par km² | Code INS |
| - | -------------- | ------------- | ---------------- | ----------------- | -------- |
| 1 | Oudenburg (I)  | 14,93         | 4.702            | 315               | 35014A   |
| 2 | Ettelgem (II)  | 7,92          | 1.193            | 151               | 35014B   |
| 3 | Roksem (III)   | 5,65          | 1.589            | 281               | 35014C   |
| 4 | Westkerke (IV) | 7,12          | 2.020            | 284               | 35014D   |

### Communes limitrophes
- a. Klemskerke (commune du Coq)
- b. Stalhille (commune de Jabbeke)
- c. Jabbeke (commune de Jabbeke)
- d. Zerkegem (commune de Jabbeke)
- e. Bekegem (commune d'Ichtegem)
- f. Eernegem (commune d'Ichtegem)
- g. Moere (ville de Gistel)
- h. Gistel (ville de Gistel)
- i. Snaaskerke (ville de Gistel)
- j. Zandvoorde (ville d'Ostende)
- k. Bredene (commune de Bredene)

## Héraldique
|  | La ville possède des armoiries qui lui ont été octroyées le 10 novembre 1819 et avec de nouvelles couleurs le 2 février 1843 et avec des supports le 1er mars 1988. Elles montrent un château avec dans la porte les armoiries des seigneurs médiévaux d'Audembourg. Le château (Burcht) est un élément meuble. Le château figurait déjà sur le plus ancien sceau de la ville, datant de 1226. Tous les sceaux ultérieurs montraient un château, mais sa taille et sa forme ont considérablement changé au cours des siècles. Le petit écur est apparu pour la première fois au XVIe siècle. Les armoiries avaient été initialement accordées aux couleurs nationales néerlandaises, la municipalité n’ayant fourni aucune image en couleur au Collège d’armoiries néerlandais. Après l'indépendance de la Belgique, les couleurs ont été remplacées par les couleurs historiques. En 1988, le support des anciennes armes de Roksem a été ajoutés, ainsi qu'une image de Saint Arnoult, fondateur de l'abbaye d'Audembourg. La ville étant l'une des plus anciennes de Flandre, une couronne murale a été ajoutée. Blasonnement : D'or au château ouvert à la herse levée et à trois tours couvertes de gueules, maçonné, ajouré et sommé d'argent, la moitié inférieure de la porte chargée d'un écu échiqueté de cinq tires d'argent et d'azur. L'écu sommé d'une couronne murale à cinq tours et soutenu par un Saint Arnold et un Saint Bertin, le tout d'or Source du blasonnement : Heraldy of the World. |

## Démographie

### Évolution démographique: Avant la fusion des communes
- Sources : INS, Rem. : 1831 jusqu'en 1970 = recensements, 1976 = nombre d'habitants au 31 décembre[6].

### Évolution démographique: Commune fusionnée
- Source: DGS , de 1831 à 1981=recensements population; à partir de 1990 = nombre d'habitants chaque 1 janvier[7]

## Jumelage
- Limbourg-sur-la-Lahn (Allemagne) depuis 1972[8]

## Patrimoine
- Ancienne abbaye d'Audembourg, dénommée aussi abbaye Saint-Pierre d'Audembourg, fondée par Arnold de Soissons, elle fut détruite au cours de la Révolution française.